# Niederthalhausen
Niederthalhausen ist ein Ortsteil der Gemeinde Ludwigsau im Nordosten Hessens im Landkreis Hersfeld-Rotenburg im östlichen Teil des Knülls. 

## Geographische Lage
Der Ort liegt im oberen Rohrbachtal an der Einmündung des Endersbachs von rechts in den Rohrbach. Der Hof Trunsbach liegt in der Gemarkung des Orts. Am nördlichen Ortsrand verläuft die Landesstraße 3254. Zum Nachbarort Oberthalhausen führt die Kreisstraße 65.

## Geschichte
Erstmals urkundlich erwähnt wurde der Ort, soweit bekannt, im Jahre 1335. Das „Gericht in der Rohrbach“ (später Gericht Ludwigseck genannt) umfasste 1538 die Dörfer Beenhausen, Gerterode, Heyerode, Rohrbach, Oberthalhausen, Niederthalhausen und Tann; Georg Landau zählte auch Ersrode, Trunsbach und die Wüstung Schöpbach hinzu. Die Gerichtsstätte befand sich im Dorf Tann. Das Gericht gehörte ab 1579 zum Amt Rotenburg, das von 1627 bis 1835 Teil der Rotenburger Quart war.
Zum 1. August 1972 wurde die bis dahin selbständige Gemeinde Niederthalhausen im Zuge der Gebietsreform in Hessen kraft Landesgesetz in die Gemeinde Ludwigsau eingegliedert. Für alle ehemals eigenständigen Gemeinden von Ludwigsau wurde je ein Ortsbezirk mit Ortsbeirat und Ortsvorsteher nach der Hessischen Gemeindeordnung gebildet.

## Bevölkerung
Einwohnerstruktur 2011
Nach den Erhebungen des Zensus 2011 lebten am Stichtag dem 9. Mai 2011 in Niederthalhausen 195 Einwohner. Darunter waren 3 (1,5 %) Ausländer. Nach dem Lebensalter waren 39 Einwohner unter 18 Jahren, 79 zwischen 18 und 49, 36 zwischen 50 und 93 und 33 Einwohner waren älter. Die Einwohner lebten in 69 Haushalten. Davon waren 9 Singlehaushalte, 21 Paare ohne Kinder und 33 Paare mit Kindern, sowie 6 Alleinerziehende und keine Wohngemeinschaften. In 12 Haushalten lebten ausschließlich Senioren und in 45 Haushaltungen lebten keine Senioren.
Einwohnerentwicklung
| Niederthalhausen: Einwohnerzahlen von 1834 bis 2011 | Niederthalhausen: Einwohnerzahlen von 1834 bis 2011 | Niederthalhausen: Einwohnerzahlen von 1834 bis 2011 | Niederthalhausen: Einwohnerzahlen von 1834 bis 2011 | Niederthalhausen: Einwohnerzahlen von 1834 bis 2011 |
| --- | --------------------------------------------------- | --------------------------------------------------- | --------------------------------------------------- | --------------------------------------------------- |
| Jahr |                                                     |                                                     |                                                     | Einwohner                                           |
| 1834 | 1834                                                |                                                     | 335                                                 | 335                                                 |
| 1840 | 1840                                                |                                                     | 379                                                 | 379                                                 |
| 1846 | 1846                                                |                                                     | 362                                                 | 362                                                 |
| 1852 | 1852                                                |                                                     | 330                                                 | 330                                                 |
| 1858 | 1858                                                |                                                     | 279                                                 | 279                                                 |
| 1864 | 1864                                                |                                                     | 259                                                 | 259                                                 |
| 1871 | 1871                                                |                                                     | 268                                                 | 268                                                 |
| 1875 | 1875                                                |                                                     | 254                                                 | 254                                                 |
| 1885 | 1885                                                |                                                     | 221                                                 | 221                                                 |
| 1895 | 1895                                                |                                                     | 236                                                 | 236                                                 |
| 1905 | 1905                                                |                                                     | 233                                                 | 233                                                 |
| 1910 | 1910                                                |                                                     | 220                                                 | 220                                                 |
| 1925 | 1925                                                |                                                     | 216                                                 | 216                                                 |
| 1939 | 1939                                                |                                                     | 323                                                 | 323                                                 |
| 1946 | 1946                                                |                                                     | 339                                                 | 339                                                 |
| 1950 | 1950                                                |                                                     | 367                                                 | 367                                                 |
| 1956 | 1956                                                |                                                     | 213                                                 | 213                                                 |
| 1961 | 1961                                                |                                                     | 204                                                 | 204                                                 |
| 1970 | 1970                                                |                                                     | 208                                                 | 208                                                 |
| 1980 | 1980                                                |                                                     | ?                                                   | ?                                                   |
| 1990 | 1990                                                |                                                     | ?                                                   | ?                                                   |
| 2000 | 2000                                                |                                                     | ?                                                   | ?                                                   |
| 2011 | 2011                                                |                                                     | 195                                                 | 195                                                 |
| Datenquelle: Historisches Gemeindeverzeichnis für Hessen: Die Bevölkerung der Gemeinden 1834 bis 1967. Wiesbaden: Hessisches Statistisches Landesamt, 1968. Weitere Quellen: LAGIS; Zensus 2011 |                                                     |                                                     |                                                     |                                                     |

## Religion
Zur evangelischen Kirchengemeinde Niederthalhausen gehört auch der Ort Oberthalhausen. Die Kirchengemeinde wiederum gehört zum Kirchspiel Beenhausen. 1802 wurde die Dorfkirche neu aufgebaut. Die alte Kirche war Mitte des 13. Jahrhunderts erbaut worden.
Historische Religionszugehörigkeit
| • 1885: | 233 evangelische (= 99,57 %), ein jüdischer (= 0,43 %) Einwohner |
| • 1961: | 207 evangelische (= 97,18 %), 6 katholische (= 2,82 %) Einwohner |

## Politik
Für Niederthalhausen besteht ein Ortsbezirk (Gebiete der ehemaligen Gemeinde Niederthalhausen) mit Ortsbeirat und Ortsvorsteher nach der Hessischen Gemeindeordnung.
Der Ortsbeirat besteht aus fünf Mitgliedern. Seit den Kommunalwahlen in Hessen 2021 ist der Ortsvorsteher Michael Volland.

## Regelmäßige Veranstaltungen
Am Sonntag nach Aschermittwoch wird ein mit Stroh umwickeltes Rad in Brand gesteckt und von einem Hang herabgerollt. Diese Tradition des Helrod gibt es seit langer Zeit.

## Infrastruktur
Im Ort gibt es ein Dorfgemeinschaftshaus. Den öffentlichen Personennahverkehr stellt die ÜWAG Bus GmbH mit der Linie 320 sicher.